# Yves Jasmin
Pour les articles homonymes, voir Jasmin (homonymie).
Yves Jasmin, né le 27 février 1922 à Lachine au Québec et mort le 23 juillet 2019, est un cinéaste, journaliste et relationniste québécois.
Directeur de l'information, de la publicité et des relations publiques d'Expo 67, il fait ainsi partie de cette équipe, formée en 1964, des premiers responsables de la mise en œuvre de cet événement marquant de l'histoire du XXe siècle pour le Canada, le Québec et Montréal.
Officier de l'Ordre du Canada (1967) et membre honoraire de la Fondation Expo 67,, il publie en 1997 un essai, sur la préparation et la réalisation de cette exposition universelle qui s’est tenue à Montréal.

## Biographie
Né le 27 février 1922 à Lachine (Montréal), il est le fils d'Aquila Jasmin, avocat et candidat défait aux élections fédérales de 1917 dans la circonscription de St-Laurent, et de Rachel Valois. De par sa mère, il a un lien familial avec la femme de lettres Léonise Valois.
Lors de la Deuxième Guerre mondiale, Yves Jasmin devient lieutenant d’infanterie dans l’Armée canadienne, placé à Londres de 1942 à 1944. Après la guerre, il est engagé comme cinéaste à l’Office national du film du Canada (ONF) de 1944 à 1947.
Ensuite, il devient journaliste au quotidien montréalais Le Canada de 1947 à 1952, où son frère Guy Jasmin était directeur des publications. C'est à cette même que son frère Guy et sa mère meurent tragiquement le 28 novembre 1949 dans un accident d'avion aux Açores, où entre autres le boxeur Marcel Cerdan y perdit la vie.
Par la suite, il devient relationniste à Trans-Canada Airlines (maintenant Air Canada) de 1952 à 1956, puis directeur adjoint des relations publiques chez Molson Canada de 1956 à 1960 et enfin directeur régional des relations publiques chez Ford Canada de 1960 à 1964.
En mars 1964, il se joint à l’équipe qui se charge de l’exposition internationale et universelle de 1967  en tant que directeur de l’information, de la publicité et des relations publiques d'Expo 67, fonction qu’il occupe jusqu'en janvier 1968. À propos de ce mandat, Yves Jasmin écrit : « L’un des principaux objectifs de notre campagne de relations publiques était de faire accepter l’exposition par tous les Canadiens. Il était évident que nous devions obtenir l’appui de la population du Canada en général et du Québec et de Montréal en particulier. C’était notre premier objectif ». Dans son ouvrage « Les expositions internationales, un univers de communication », le professeur Michel Dumas précise que la communication joue un rôle de premier plan à l’exposition de Montréal de 1967 : « Toutes les fonctions de relations publiques, de publicité et de marketing relèvent d’une même unité administrative, le Département des relations publiques, […] doté d’un budget de 22 millions de dollars canadiens », ajoute-t-il.
Après son départ d'Expo 67, Yves Jasmin devient vice-président des relations publiques à Air Canada de 1970 à 1973, puis consultant autonome en relations publiques de 1973 à 1989. Il se retire de la vie active en 1990 et met sur pied la Fondation Expo 67 en 2008,,.

## Distinctions
- Officier de l'Ordre du Canada (1967)
- Membre honoraire de la Fondation Expo 67

## Fonds d’archives
- Photo d'Yves Jasmin/Photo Gaby (Gabriel Desmarais) - 1955, in Fonds Gabriel Desmarais (Gaby), Bibliothèque et Archives nationales du Québec

## Ouvrage
- Yves Jasmin, La petite histoire d’Expo 67 : l’Expo 67 comme vous ne l’avez jamais vue, Québec/Amérique, 1997, 461 p. (ISBN 978-2-89037-902-2, lire en ligne)

## Filmographie
- Guylaine Maroist, Expo 67 mission impossible, 2017, 68 minutes, Productions de la Ruelle.